# .eh
.eh è il dominio di primo livello nazionale riservato al Sahara Occidentale.
Nel 2013 CIRA, gestore del dominio .ca, ha ideato un pesce d'aprile basato sulla interiezione "eh".